# East Arcadia (Carolina del Norte)
East Arcadia es un pueblo ubicado en el condado de Bladen en el estado estadounidense de Carolina del Norte. La localidad en el año 2000, tenía una población de 524 habitantes en una superficie de 5.6 km², con una densidad poblacional de 92.9 personas por km².

## Geografía
East Arcadia encuentra ubicado en las coordenadas 34°22′53″N 78°19′18″O / 34.38139, -78.32167. Según la Oficina del Censo, la localidad tiene un área total de 5,6 km² (2,2 mi²), de la cual 5,6 km² (2,2 mi²) es tierra y 0 km² (0 mi²) (0.0%) es agua.

### Localidades adyacentes
El siguiente diagrama muestra a las localidades en un radio de 20 kilómetros (12,4 mi) de East Arcadia.

## Demografía
En el 2000 la renta per cápita promedia del hogar era de $19.583, y el ingreso promedio para una familia era de 19.545. En 2000 los hombres tenían un ingreso per cápita de $25.000 contra $17.625 para las mujeres. El ingreso per cápita para la localidad era de $7.956. Alrededor del 34.90% de la población estaba bajo el umbral de pobreza nacional.